# Cuevavirus
Genre
Taxons de rang inférieur
- Espèce : Lloviu cuevavirus
  - Forme : virus du Lloviu

Cuevavirus est un genre de filovirus proposé pour héberger le virus du Lloviu, découvert en 2002 dans la Cueva del Lloviu à Villaviciosa dans les Asturies, en Espagne, chez Miniopterus schreibersii, une chauve-souris commune dans certaines régions d'Afrique à l'Australie en passant par l'Europe et l'Asie. Ce genre est monotypique en 2022.
Un filovirus appartient au genre Cuevavirus si :
- il est endémique en Espagne et, probablement, en Europe méridionale (y compris le sud de la France) ;
- son quatrième gène (GP) code quatre protéines :
  - les glycoprotéines GP1,2 et ssGP exprimées par édition cotranscriptionnelle ;
  - la glycoprotéine sGP et le Δ-peptide (peptide Δ) par clivage protéolytique (furine) ;
- son génome diffère de plus de 50 % de celui de la variante Musoke du virus de Marburg au niveau des nucléotides et de moins de 50 % de celui de la variante type du virus du Lloviu.